# Bárna
Bárna es un pueblo ubicado en el condado de Nógrád, Hungría.

## Superficie
Posee una superficie de 15,39 kilómetros cuadrados.

## Demografía
Hasta 2021 la población era de 964 habitantes, con una densidad de población de 62,63 habitantes por kilómetro cuadrado.